# (398) Admete
(398) Admete es un asteroide perteneciente al cinturón de asteroides descubierto el 28 de diciembre de 1894 por Auguste Honoré Charlois desde el observatorio de Niza, Francia.
Está nombrado por Admete, hija de Euristeo en la mitología griega.